# 比流王

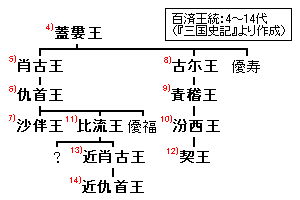
三国史记中的百济世系

比流王（？—344年）是百濟的第11代國王，304年至344年在位。據《三國史記》記載，他是仇首王的次子，沙伴王的弟弟。304年10月，汾西王被樂浪太守派人暗殺。因汾西王的兒子（即後世的契王）年幼，比流王遂被臣民推上了國王的寶座。
比流王在位期間曾試圖恢復百濟的軍事實力。312年，比流王任命解仇掌握軍權。320年在宮殿的西側建立射台，每月兩次進行軍事訓練。327年，內臣佐平優福（比流王的庶弟）在北漢山城（今京畿道廣州市）發動叛亂，被鎮壓。331年，百濟大旱。337年，新羅遣使訪問百濟。344年10月病逝。在位41年。
死後，由汾西王之子契王繼位。